# Psalydolytta pici
Psalydolytta pici es una especie de coleóptero de la familia Meloidae.

## Distribución geográfica
Habita en Camerún.